# Un marito per Tillie
Un marito per Tillie è un film del 1972 diretto da Martin Ritt, con protagonisti Walter Matthau e Carol Burnett.

## Trama
Spronata dall'amica Gertrude, che la vorrebbe finalmente accasata, Tillie frequenta il non più giovanissimo Pete Seltzer, lo sposa e gli regala un figlio, Robbie. Pete ama sia il bambino sia Tillie ma questo non gli impedisce di continuare la sua ricerca di avventure extraconiugali che la moglie sopporta pazientemente. All'orizzonte però un evento tragico segnerà la vita di entrambi e cambierà completamente la loro vita: il figlio muore prematuramente. Segue una profonda crisi che modificherà il rapporto tra i coniugi.

## Produzione
Il soggetto è tratto dal romanzo Witch's Milk di Peter De Vries.

## Critica
(Paolo Mereghetti)

## Riconoscimenti
- British Academy of Film and Television Arts
  - BAFTA al miglior attore protagonista (Walter Matthau)
- 1973 - Premio Oscar
  - Candidato per la migliore attrice non protagonista (Geraldine Page)